# Black-Hawk Records
Black-Hawk Records ist ein US-amerikanisches Jazz-Label.
Black-Hawk Records, benannt nach dem früheren Jazzclub Black Hawk in San Francisco, wurde 1986 von Richard Bullock als Sublabel von Aspen Records gegründet; künstlerischer Leiter war Herb Wong. Auf Black-Hawk erschienen circa 40 Alben, u. a. von Kenny Barron, Abdullah Ibrahim, Gil Evans (Live at the Public Theatre (New York 1980)), Maynard Ferguson, Chico Freeman, Hal Galper, Stan Getz, Dizzy Gillespie, Roland Hanna, Tom Harrell, Sheila Jordan, Jimmy Knepper, Steve Kuhn, The Leaders, Pam Purvis, John Scofield, Sonny Stitt und Phil Woods. 2005 wurde das Label von Rhett Smith erworben; in den folgenden Jahren erschienen Aufnahmen u. a. von Jessica Williams (Nothin’ but the Truth), Stan Getz und Smith Dobson, außerdem der Mitschnitt des Auftritts von Billie Holiday am 5. Oktober 1958 auf dem ersten Monterey Jazz Festival.